# 초고독불화
초고독불화(肖古禿不花 또는 肖忽禿不花, ? ~ 1374년)는 고려 말기인 공민왕 23년(1374년) 탐라(제주도)에서 일어난 목호의 난의 지도자이다. 《세종실록》에는 肖古獨不花, 《탐라기년》에는 肖古道甫介로 표기되어 있다.
《탐라기년》에는 공민왕 21년 4월부터 석가을비와 초고도보개 등이 동서 하치를 자칭하고 “몽골 황제의 명이 아니고서는 명에 말을 보내려는 간택에 응할 수 없다고 하였다고 했다.”고 한다. 이들은 제주에 온 고려의 비서감 유경원과 목사 겸 만호 이용장, 권만호 안방언 등 병사 3백 명을 죽여 버렸으나, 곧 6월에 생존자인 판관 문서봉을 권지목사로 추대하고 고려 조정에 사자를 보내 이용장과 안방언을 죽인 자를 잡아 보내며 사죄하였다(《고려사》).
공민왕 21년(1372년) 11월에 고려 조정에서 김갑우를 보내어 명에 바칠 말 50필을 징발할 때 초고독불화의 처소에서 잡색마 50필을 간선하였다고 한다(《이문》). 그러나 3월 12일에 제주를 출항한 고려 선단은 나주에서 아홉 필과 배를 왜적에게 뺏기고 한 필은 배 안에서 병사하였다. 안렴사가 열 필을 사서 채웠으나 7월 3일에 출발한 배는 바람으로 또 말 두 필이 죽어버리고, 안무사 이하생과 제주의 목호 관음보가 한 필씩 말을 보태어 채웠다고 한다. 이밖에 《고려사》 공민왕 22년(1373년) 7월 갑진조에는 판선공시사 주영찬을 명에 천추절 하례사로 보내면서 제주 목호 초홀독불화가 바쳤다는 말 19필과 노새 두 필을 바쳤다는 기록이 있다.
목호의 난 당시 최영 등이 지휘하는 고려군에 쫓겨 범섬까지 달아났으나, 고려군의 포위망이 좁혀오자 다른 지도자 관음보와 함께 범섬의 벼랑에 떨어져 자결하였다. 그의 수급은 석질리필사, 관음보 등 다른 목호 지도자들의 것과 함께 개경(開京)으로 보내졌다.

## 같이 보기
- 목호의 난